# Gustav Eder (Boxer)
Gustav Eder (* 25. Dezember 1907 in Bielefeld; † 5. Februar 1992 in Berlin) war ein deutscher Profi-Boxer und Gastronom.

## Familie
Gustav Eder wurde als Sohn von Anna Eder, geborene Stölting, und des gleichnamigen Bauunternehmers Gustav Eder im westfälischen Bielefeld geboren. Der gottgläubige Boxer heiratete 1942 in zweiter Ehe Eva-Maria Graetz. Sein Sohn war Peter Eder.

## Deutscher Meister
Der Weltergewichtler Gustav Eder wurde 1928 Berufsboxer. Er war vom 8. Dezember 1930 bis zum 17. Juni 1949 Deutscher Profibox-Meister. Am 25. Januar 1947 schaffte Dieter Hucks die Sensation und schlug Eder durch K. o. in der ersten Runde. In diesem Kampf ging es um die Deutsche Mittelgewichtsmeisterschaft und dies war Eders einzige vorzeitige Niederlage in 162 Kämpfen (121 Siege, davon 59 durch K. o., 25 unentschieden). Insgesamt bestritt der gebürtige Bielefelder 35 Titelkämpfe.

## Europameister
Im Jahr 1934 wurde der Filigran-Techniker mit dem harten Punch durch einen K.-o.-Sieg gegen Nestor Charlier Europameister und verteidigte die Krone bis 1936 achtmal bzw. neunmal („durch USA-Aufenthalt aberkannt“) erfolgreich. In seiner Laufbahn von 1928 bis 1949, als er im Alter von 41 Jahren in Düsseldorf mit einem Unentschieden im Titelkampf gegen Hans Schmitz abtrat, bestritt Eder 162 Profikämpfe.
1967 erhielt Eder die Goldene Ehrennadel vom Bund Deutscher Berufsboxer.

## Nach der aktiven Laufbahn
Nach seiner aktiven Laufbahn machte der Eiserne Gustav, wie er von seinen Freunden (wie später auch Bubi Scholz) genannt wurde, sein Lokal Bei Gustav Eder in der Nähe des Kurfürstendamms in Berlin auf. 30 Jahre stand Eder selbst hinter dem Tresen. Schon ab 1936 hatte Eder in Benneckenstein (Harz) eine Boxschule mit Hotel unterhalten.
Am 5. Februar 1992 im Alter von 84 Jahren starb Eder in seiner Heimatstadt Berlin.
Der damalige Präsident des Bundes Deutscher Berufsboxer (BDB) Kurt Halbach sagte anlässlich des Todes von Eder: „Gustav Eder war einer der größten Boxer, die wir jemals hatten.“

## Der Kampf Eder gegen Trollmann und seine Umstände
Im Juli 1933 – nachdem das Nazi-Regime ein halbes Jahr an der Macht war – trafen die zwei herausragendsten deutschen Boxer ihrer Gewichtsklassen aufeinander: Gustav Eder im Weltergewicht und sein Kontrahent Johann Wilhelm Trollmann im Mittelgewicht. Trollmann hatte im Kampf zuvor den damals 20-jährigen Adolf Witt über 12 Runden nach Punkten besiegt, indem er den schwereren Gegner, der zuvor Trollmann besiegen konnte bzw. ein Unentschieden erkämpft hatte, ins Leere laufen ließ und auskonterte. Durch diesen Kampf wurde Trollmann kurzzeitig – für acht Tage – Deutscher Meister im Halbschwergewicht. Der mittlerweile von Nazis durchsetzte Boxverband setzte jedoch durch, dass Trollmann seinen Titel auf Grund fadenscheiniger Vorwände wieder am grünen Tisch verlor. Der eigentliche Grund für die Aberkennung war die Tatsache, dass Johann Wilhelm Trollmann ein Sinto und somit in den Augen des Nazi-Regimes als rassisch unwürdig eingestuft worden war. Dass die beiden Boxer dennoch im Sommer 1933 in der Kreuzberger Bockbierbrauerei in Berlin um den Deutschen Weltergewichtstitel von Eder boxten, scheint nur auf den ersten Blick paradox: Eder, der 9 cm kleiner und sechs Kilogramm leichter als sein Gegner war, sollte das wiederholen, was Trollmann wenige Monate zuvor gegen den größeren und schwereren Boxer Witt erreicht hatte, einen überragenden Sieg erzielen und dadurch die rassische Überlegenheit der Arier gegenüber anderen "minderwertigen Rassen" beweisen. Die beiden Boxer und ihr Kampf wurden instrumentalisiert, um die Thesen der Machthaber zu untermauern. Die Auseinandersetzung der beiden Faustkämpfer, die unter normalen Umständen sehr interessant hätte sein können, entwickelte sich so zur Farce, weil Trollmann Auflagen gemacht wurden, die ihn in seiner Art der Kampfesführung stark einschränkten (so durfte er beispielsweise keinen Gebrauch von seinem Reichweitenvorteil machen und nicht auf Distanz boxen). Johann Wilhelm Trollmann verlor nach fünf Runden durch K. o. und behielt dadurch noch für wenige Monate seine Boxlizenz, bis er 1944 in einem KZ umgebracht wurde. Eder blieb – mit einer viermonatigen Unterbrechung im Jahre 1947 – bis 1949 Deutscher Meister im Weltergewicht. Wie er die Umstände seines Kampfes gegen Trollmann empfand und wertete, ist nicht bekannt. Tatsache ist, dass sowohl Printmedien wie auch Funktionäre der Boxverbände diese Tragödie nach Ende der NS-Diktatur totschwiegen und erst nach einer Buchveröffentlichung Ende der 1990er Jahre, die das Schicksal von Trollmann zum Thema hatte, darauf reagierten.